# Husayn ibn Alis helgedom

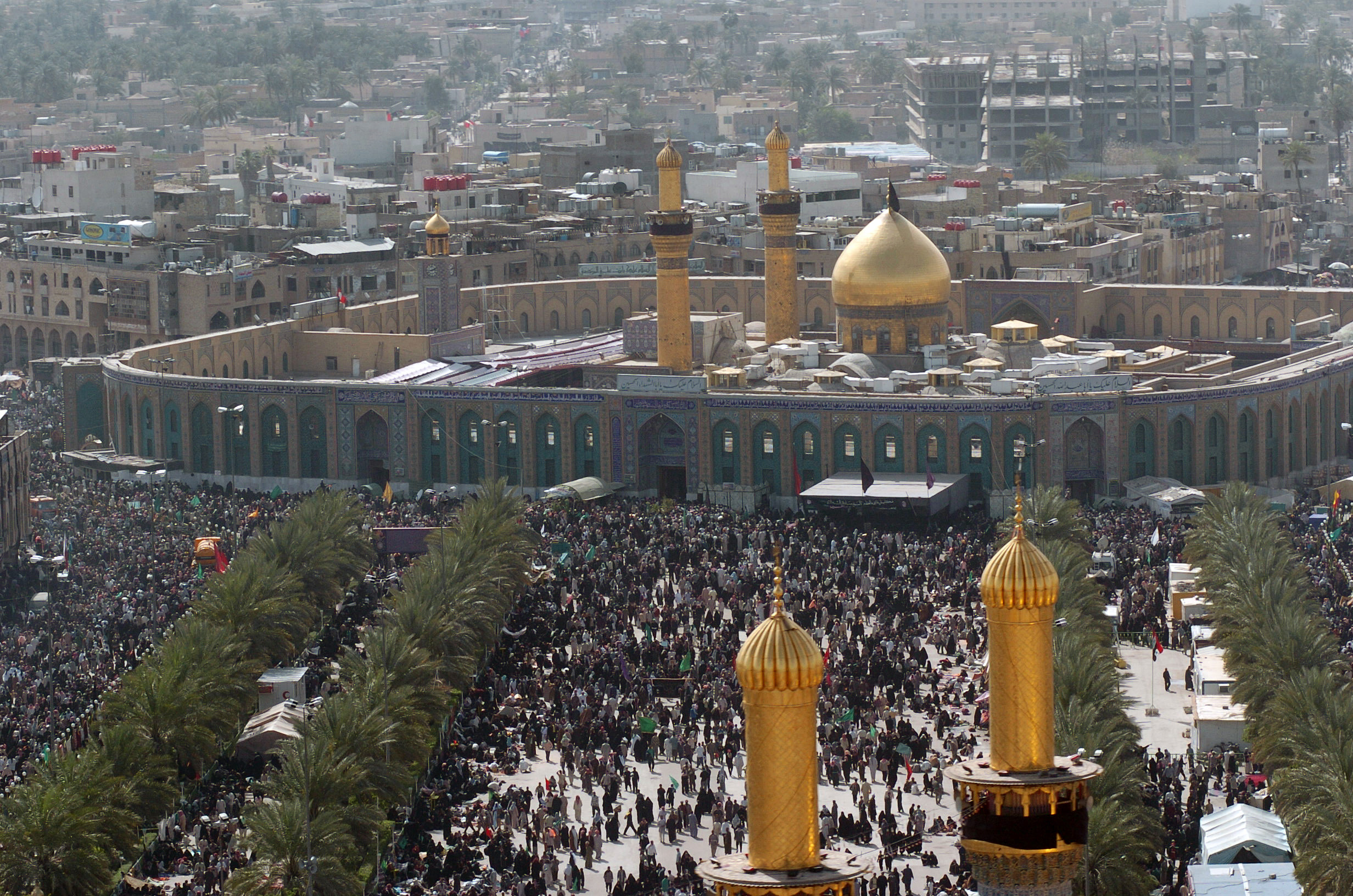
Husayn ibn Alis helgedom i Karbala, Irak.

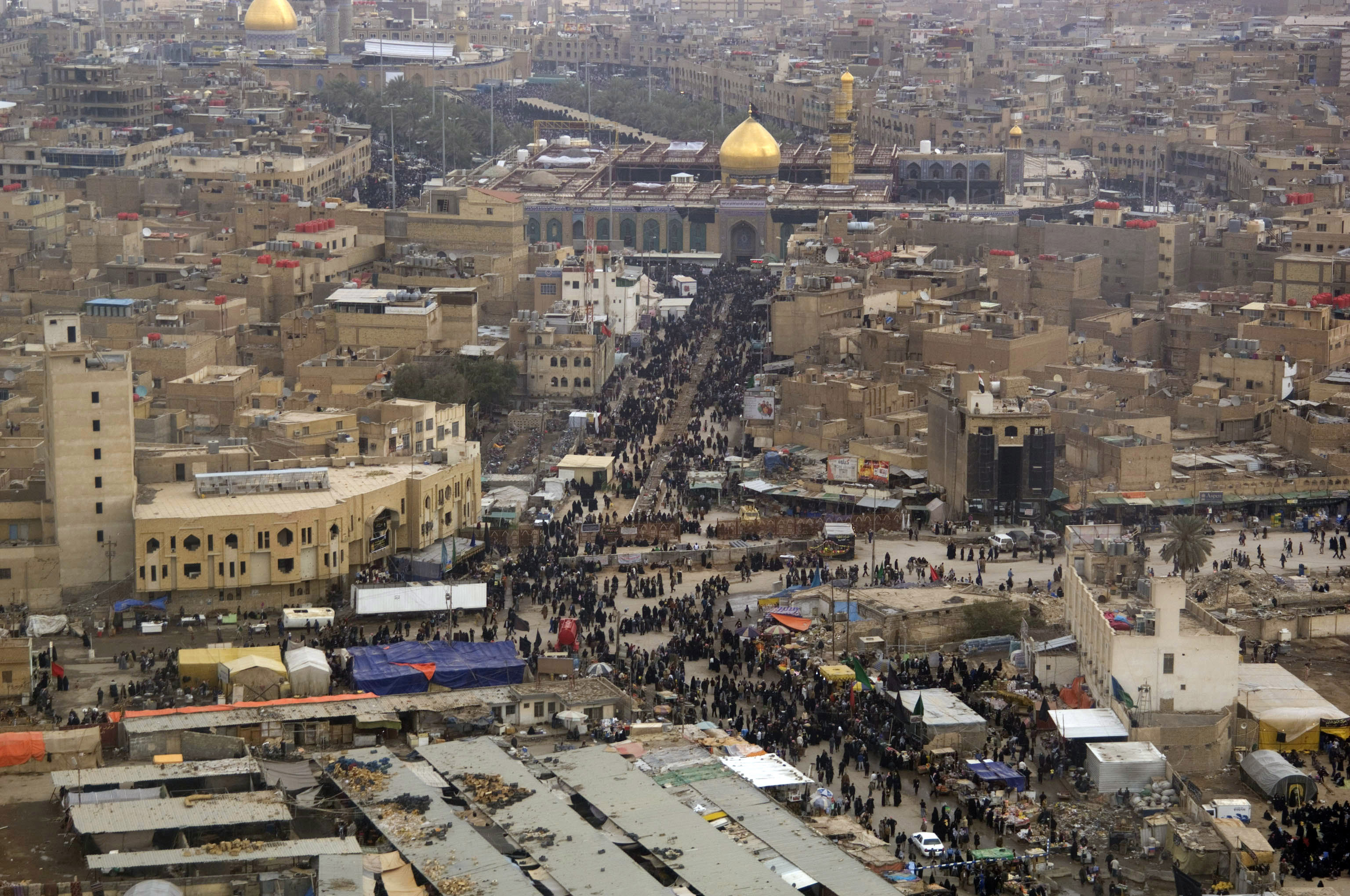
Shī'iter och sunniter går mot helgedomen (2008).

Husayn ibn Alis helgedom (arabiska: مقام الامام الحسين) är en för shī'amuslimer helig plats i staden Karbala, Irak. Den är uppförd på platsen för Husayn ibn Alis grav. Husayn ibn Ali var profeten Muhammeds andra barnbarn. Hans grav är en av de heligaste platserna för shī'iter, förutom Mekka och Medina, och många vallfärdar till platsen. Flera miljoner pilgrimer besöker varje år staden för att fira ashura på årsdagen för Husayn ibn Alis död. 
År 2019 uppskattades att det kom 14 miljoner shiamuslimska pilgrimer till Irak för att delta i arbain, inklusive två miljoner från grannlandet Iran. Över 16 miljoner pilgrimer kom till Karbala under den 40:e dagen efter hans död år 2021. De som inte kunde komma fram fick stå långt ifrån, där de hälsar och sörjer på samma sätt.

## Galleri

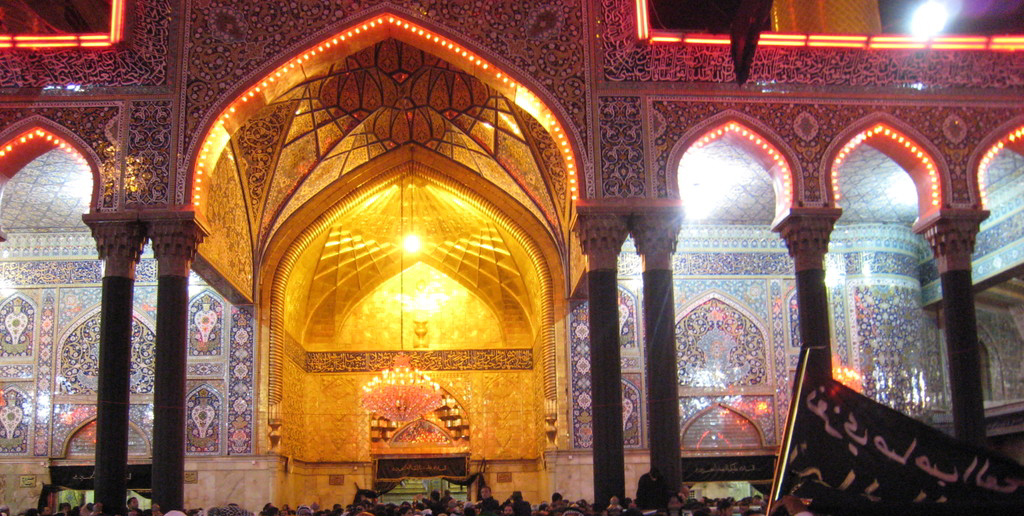
En ingång till helgedomen.
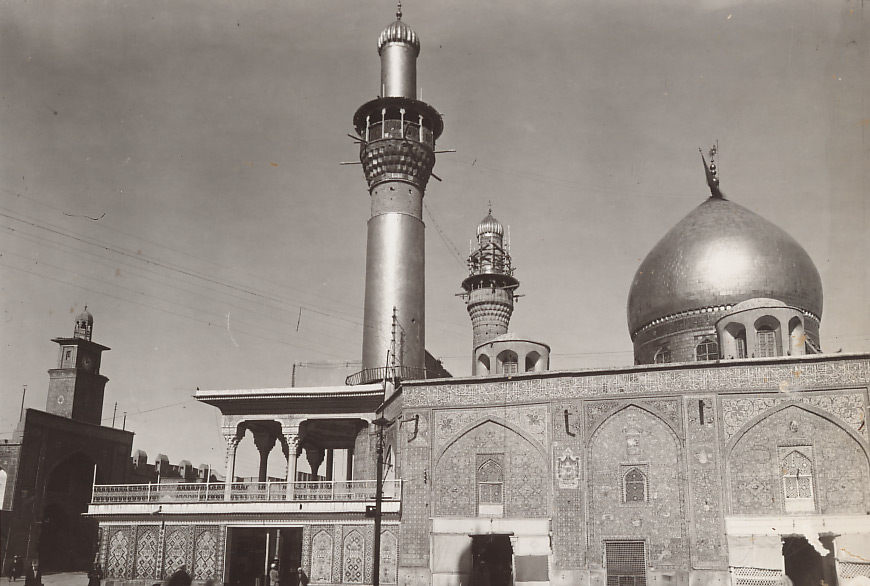
Bild från 1928.
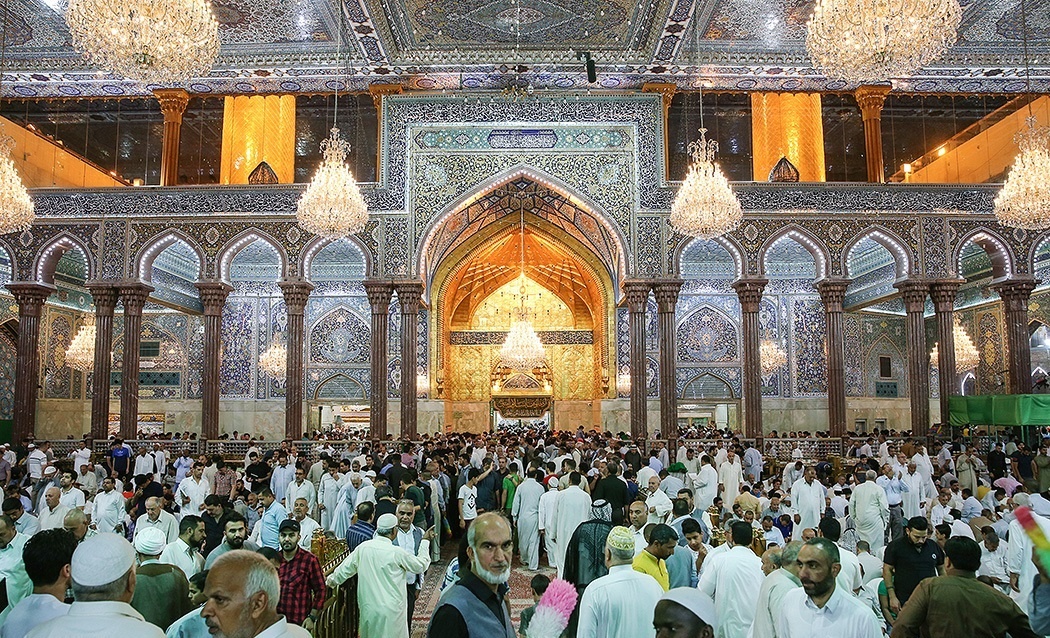
En del av insidan 2018.
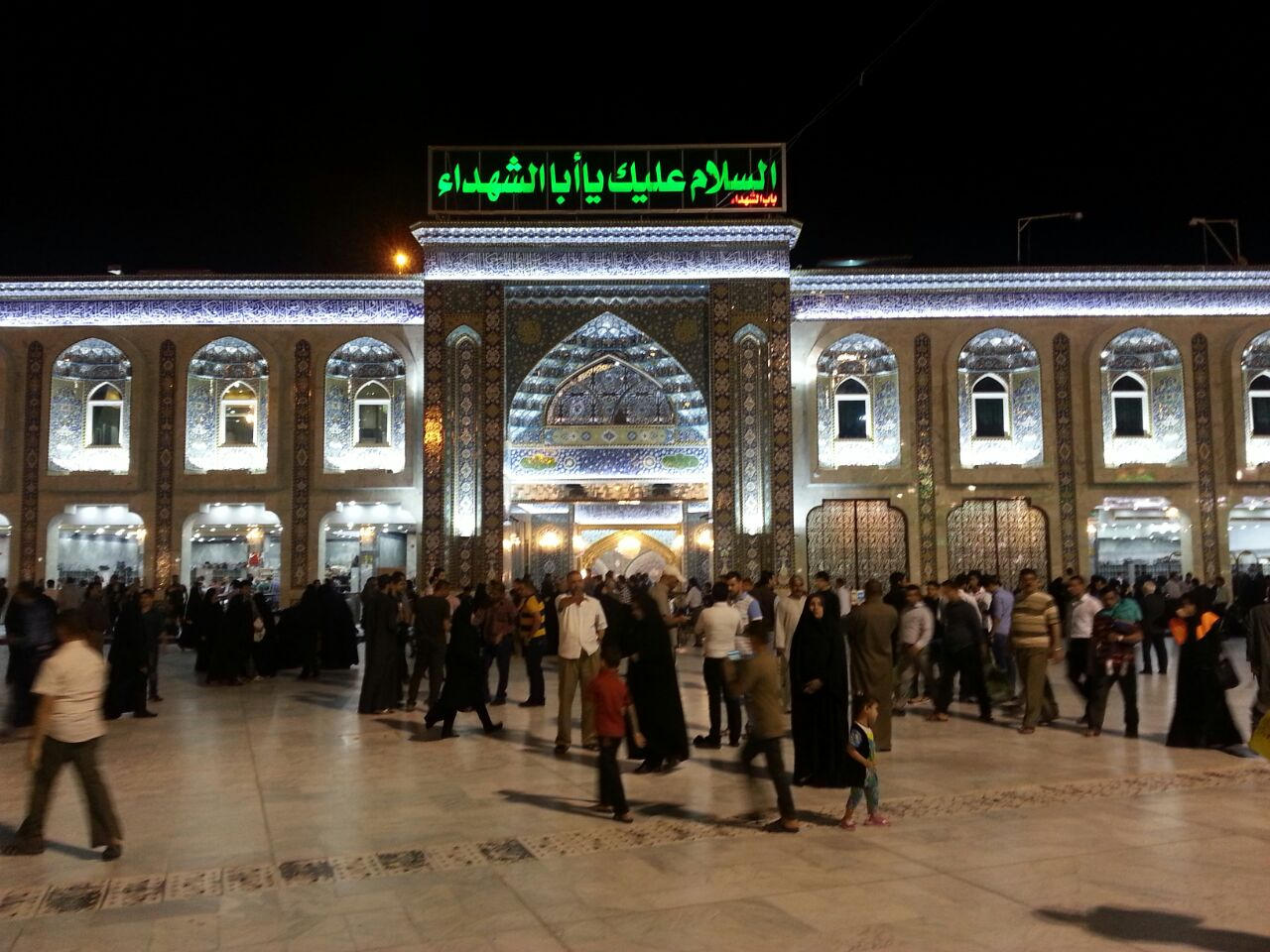
Utanför en ingång. Ovan står det på arabiska: "Frid vare med dig, å martyrernas far."
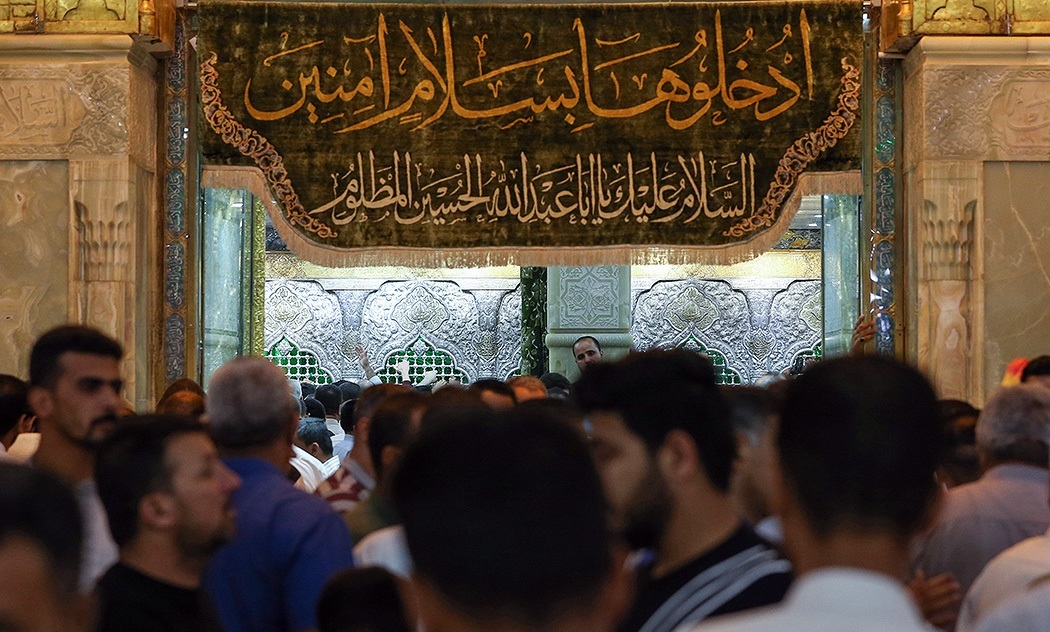
Vid en av portarna till Husayns gravmonument.
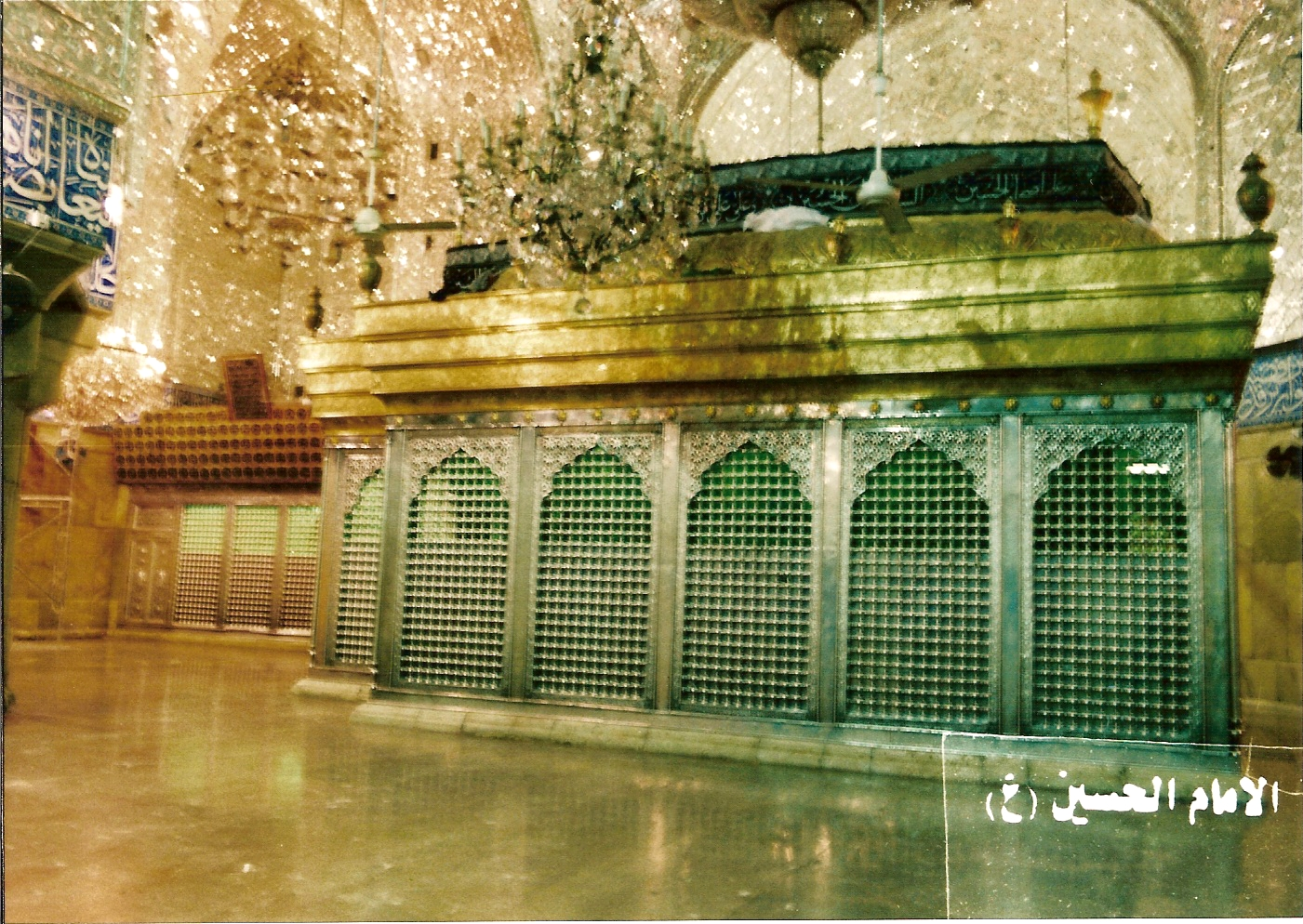
Husayn ibn Alis gravmonument och besökare.